# Burgsalach
Burgsalach – miejscowość i gmina w Niemczech, w kraju związkowym Bawaria, w rejencji Środkowa Frankonia, w powiecie Weißenburg-Gunzenhausen, wchodzi w skład wspólnoty administracyjnej Nennslingen. Leży w Jurze Frankońskiej, około 9 km na wschód od Weißenburg in Bayern.

## Dzielnice
W skład gminy wchodzą następujące dzielnice: Burgsalach, Indernbuch, Pfraunfeld.

## Demografia
| Rok  | Liczba mieszk. |
| ---- | -------------- |
| 1970 | 976            |
| 1987 | 998            |
| 2000 | 1 178          |
| 2013 | 1 151          |

## Oświata
W gminie znajduje się 50 miejsc przedszkolnych (44 dzieci; 1999) oraz szkoła podstawowa (104 uczniów; 2007).